# Бије (Ил и Вилен)
Бије (фр. Billé) насеље је и општина у северозападној Француској у региону Бретања, у департману Ил и Вилен која припада префектури Фужер.
По подацима из 2011. године у општини је живело 1.033 становника, а густина насељености је износила 60,91 становника/km². Општина се простире на површини од 16,96 km². Налази се на средњој надморској висини од 107 метара (максималној 117 m, а минималној 57 m).

## Демографија
| 1962. | 1968. | 1975. | 1982. | 1990. | 1999. | 2011. |
| ----- | ----- | ----- | ----- | ----- | ----- | ----- |
| 627   | 683   | 564   | 702   | 824   | 832   | 1.033 |

График промене броја становника у току последњих година